# Bobby McDermott
Robert Frederick McDermott, detto Bobby (Queens, 7 gennaio 1914 – Yonkers, 4 ottobre 1963), è stato un cestista e allenatore di pallacanestro statunitense, professionista nella ABL, nella NBL e nella NPBL.

## Palmarès

### Giocatore
- Campione ABL (1935)
- 3 volte campione NBL (1944, 1945, 1947)
- 4 volte NBL MVP (1943, 1944, 1945, 1946) (record)
- All-NBL Team: 7

First Team (1942, 1943, 1944, 1945, 1946, 1947) (record condiviso con Leroy Edwards)
Second Team (1948)
- Miglior marcatore NBL (1943)
- MVP World Professional Basketball Tournament (1944)
- All Tournament First Team WPBT (1944)
- All Tournament Second Team WPBT (1943)

### Allenatore
- 3 volte campione NBL (1944, 1945, 1947) (record)
- 2 volte NBL Coach of the Year (1944, 1945) (record condiviso con Lonnie Darling e con Paul Sheeks)